# ГЕС Багре
ГЕС Багре — гідроелектростанція у Буркіна-Фасо, споруджена на річці Біла Вольта (лівий виток Вольти). Станом на середину 2010-х років найпотужніша ГЕС країни.
У межах проєкту річку перекрили земляною греблею висотою 41 метр та довжиною 4500 метрів, яка створила водосховище об'ємом 1,7 млрд м3.
Розташований біля греблі машинний зал обладнано двома турбінами типу Каплан загальною потужністю 17 МВт, які забезпечують виробництво 44 млн кВт·год електроенергії на рік.
Окрім електроенергетичної функції, гідрокомплекс задіяний в іригації, забезпечуючи зрошення 8 тисяч гектарів земель (за іншими даними — 30 тисяч гектарів).